# زولتان تاكاس
زولتان تاكاس (بالمجرية: Takács Zoltán)‏ (26 نوفمبر 1983 ببودابست في المجر - ) هو لاعب كرة قدم مجري في مركز الدفاع. لعب مع نادي أويبست ونادي بودابست هونفيد ونادي دبرتسني ونادي سبال ونادي فاساس وÚjpest FC II ‏ ونادي سيوفوك ‏.

## وصلات خارجية
- زولتان تاكاس على موقع اتحاد المجر (الهنغارية)
- زولتان تاكاس على موقع قاعدة بيانات كرة القدم.إي يو (الإنجليزية)